# 贵州民族大学
26°25′21″N 106°40′09″E / 26.42250°N 106.66917°E
贵州民族大学，原称贵州民族学院，创建于1951年，是中国一所民族类大学。建国初期，贵州大学迁入贵州民族学院校址，贵州民族学院并入贵州大學。1977年，于龙洞堡复办。
贵州民族大学是区域一流大学之一，入选“中西部高校基础能力建设工程”。

## 历史沿革

### 建国初期
1950年经西南军政委员会民族事务委员会同意成立，1951年5月17日，在临时校址贵阳程万中学举行开学典礼。1952年，贵州省省委决定动工修建贵州民族学院校园，选址花溪朝阳村(今贵州大学北校区)，学校于1953年初由普陀路迁至花溪朝阳村新校址。1959年秋，贵州大学迁入当时贵州民族学院所在校址，贵州民族学院并入贵州大学后被撤销。在建校至被撤销这段期间，学校主要为民族地区培养少数民族普通政治干部，以适应当时民主改革的需要。1974年6月4日，国务院批准恢复贵州民族学院。1977年，学校借用龙洞堡原省委统战部政治学校作为临时校舍，开展招生教学工作。

### 改革开放时期
1980年6月，现所在花溪区董家堰校址开始修建。1981年9月学院院部从龙洞堡迁至花溪区董家堰新校址，为学校今后的发展奠定了基础。2007年5月学校增列为贵州省级重点建设大学。2008年3月，成为贵州省人民政府和国家民委共建高校。2012年4月，贵州民族学院更名为贵州民族大学。

## 学校现状

### 院系设置
商学院、法学院、民族学与历史学学院、社会学与公共管理学院、马克思主义学院、民族文化与认知科学学院、文学院、外国语学院、传媒学院、数据科学与信息工程学院、机械电子工程学院、生态环境工程学院、材料科学与工程学院、建筑工程学院、旅游与航空服务学院、音乐舞蹈学院、美术学院、体育与健康学院、国际教育学院、民族医药学院、化学工程学院、东盟人文学院、继续教育学院、预科教育学院、人文科技学院。

### 研究机构
贵州民族大学设立了多个研究机构，如法学研究院、贵州民族科学研究院、贵州民族文化艺术研究院、贵州山地旅游与民族经济研究院、西南夜郎文化研究院、西南傩文化研究院、水书文化研究院、贵州世居民族文化研究院、喀斯特湿地生态研究中心、社会建设与反贫困研究院、非物质文化遗产博物馆、民族文化产业发展研究中心等。

## 文化传统

### 校徽
校徽以学校中英文校名、学校建校年份和中间创意图案为基本构成元素。中问创意图案是运用校名中“贵民”两字声母大写“ C ”和“ W ”进行创意变形而成。“ C ”字母左边划分出瀑布的形状,象征贵州黄果树大瀑布,具象贵州少数民族文化特征的牛角；“ G ”字母中间,象一把钥匙,喻示学校为学生开启知识宝库之门；外形的大圆象征民族大团结；“ M ”字母变形为一本翻开的书,比喻学校是知识的殿堂。